# Ahrenswohlde
Ahrenswohlde (plattdeutsch Ohrenswohl) ist die südlichste Ortschaft im niedersächsischen Landkreis Stade. Sie ist seit dem 1. Juli 1972 Bestandteil der Gemeinde Ahlerstedt, Samtgemeinde Harsefeld und liegt an der Aue.

## Geographie

### Geographische Lage
Ahrenswohlde liegt auf einer Geestinsel mitten im Ahrenswohlder Moor auf einer Höhe von 30–40 m auf der Stader Geest im südlichsten Punkt des Landkreises Stade an der Kreisgrenze zum Landkreis Rotenburg (Wümme). Von der ursprünglichen Bewaldung ist, bis auf kleinere Reste wie die 15 ha großen Meßburen am Südrand des Dorfes, nichts erhalten geblieben. In Ahrenswohlde kreuzen sich in der Dorfmitte die L 127 (Buxtehude–Zeven) und die K 54. In früheren Zeiten war die jetzige K 54 Teil eines bedeutenden Heer- und Handelswegs (Via Romea). Die Aue fließt nördlich von Ahrenswohlde entlang und schneidet die K 54 kurz hinter einer Kurve, die Auekurve genannt wird.

### Nachbarorte
| Klethen, Ahlerstedt |                                             | Ahrensmoor |
| Bokel               | Kompassrose, die auf Nachbargemeinden zeigt |            |
| Wangersen           | Klein Wangersen, Hohenhausen                | Wohnste    |

## Geologie
Auch aus geologischer Sicht ist der Ort sehr interessant. Da hier der Salzstock von Stade endet, gab/gibt es hier große Erdölvorkommen, die aber zu tief liegen, um gewonnen zu werden. In den 1980er Jahren wurde zudem ein Erdgasvorkommen vermutet, weshalb 1982/83 auf dem Appel die Erdgasbohrung Harsefeld Z 1 durchgeführt wurde; es entpuppte sich jedoch als teurer Misserfolg, man konnte kein Gas finden.

## Geschichte

### Namensgebung
Vom Namen Arndeswolde um das Jahr 1500, entwickelte sich der Dorfname über Ahrentwohlde, Anfang des 18. Jahrhunderts, bis hin zum heutigen Ahrenswohlde. Die Endung '-wohlde' weist auf eine Siedlung in der Nähe eines Waldes hin. Der Begriff 'Ahrens' zu Beginn des Eigennamens ist nicht sicher geklärt, daher gibt es mehrere Thesen, hier die zwei bekanntesten:
- Laut der Kirchenchronik von Ahlerstedt wird dieser Name von den damals in den Wäldern lebenden Adlern abgeleitet, daher 'Adlerswald'.
- Der Name stammt möglicherweise auch von einem Eigennamen ab, wie Ahrens, oder auch Arndt, was man aus den vorherigen Schreibformen schließen kann.

### Alter des Ortes
Die erste offizielle Nennung des Ortes Arndeswolde erscheint im 'Voerder Register' (Bremervörde) Anfang des 16. Jahrhunderts. Ab 1524 tauchten nun erstmals Hofstellen aus Ahrenswohlde in verschiedenen regionalen Landwirtschaftsregistern auf. Aus Urnenfunden der Jahre 1921 und 1924 kann man allerdings schließen, dass sich bereits in der Zeit Christi, beziehungsweise auch schon/noch im Jahr 400 n. Chr. Menschen in dieser Gegend ansiedelten. Kaiser Karl der Große legte etwa um 788 n. Chr. die Grenzen seiner Gaue fest. Als ein Grenzpunkt wurde die Flurbezeichnung Wimarcha erwähnt, woraus sich die heutige 'Wiemark' ergibt, die Straße, die Richtung Sittensen führt. Aus diesen Daten lässt sich schließen, dass die Gegend bereits seit etwa mindestens 2000 Jahren bewohnt ist, zumindest in geringem Maß. Ein wirkliches Gründungsdatum ist bis heute allerdings noch nicht bekannt, da diese verschiedenen Ereignisse alle zu sehr verschiedenen Zeiten stattfanden. Daher fanden bisher auch keine Jubiläumsfeste statt, wovon ein Fremder sich hätte das Alter des Ortes ableiten können.

### Streckenmäßige Wichtigkeit
Ahrenswohlde ist ein wichtiger Standort, was Grenzen und Verbindungsrouten angeht.
- In Nord-Süd-Richtung führte ein Pilgerweg entlang, der sogar zu einer Heerstraße wurde, und der heutige Autobahnzubringer nach Sittensen ist.
- In Ost-West-Richtung verband der Ort die beiden heutigen Metropolen Hamburg und Bremen.
- Die bereits oben erwähnte Grenze des karolingischen Besitzes, die Karl der Große festlegte, war ebenfalls wichtig. Die Diözese Bremen führte von Bremen aus über den 'Sneidbach' bei Hohenhausen, der zur Oste führt, dann über die Wiemark zur Harselah bis nach Harsefeld, von wo aus die Grenze sich bis zur Lühe fortführte.

Wegen Kreuzung dieser wichtigen Wege entstand hier eine Siedlung.

### Mittelalter und Frühe Neuzeit
Die ersten sesshaften Siedler rodeten Wald und legten Moore trocken
Um 1524 gab laut Pflugschatzregister in Ahrenswohlde vier Hofstellen, um 1652 fünf zahlungspflichtige Höfe sowie einen Pflugkatner und einen Brinkkatner. Abgaben gingen ans Kloster Harsefeld.
Ab 1750 führte die Reisepostkutschenstrecke Buxtehude – Bremen durch den Ort. Durchreisende kehrten beim Hof Alpers, heute Bredehöft, ein. Darüber existieren mehrere Reiseberichte.

### 19. Jahrhundert
1835 wurde die erste Lehrerstelle eingerichtet. Der Friedhof am Brümmerweg wurde von 1844 bis 1848 errichtet.
Ab 1850 wurde die Wiemark bebaut, einige Ahrenswohlder wanderten zur selben Zeit in die Vereinigten Staaten aus. Ein Großbrand vernichtete im Jahre 1887 den gesamten Straßenzug Richtung Ahlerstedt.
1852 wurde das erste Schulhaus gebaut, vorher fand der Unterricht im Schäferhaus statt. 1888 erfolgte ein Neubau.
Ab 1890 wurden der Brümmerweg, der Kampshorn und die Grüne Riede bebaut.

### 20. Jahrhundert
1902 wurde eine erste Pflichtfeuerwehr gegründet. Anfangs des Jahrhunderts eröffneten mehrere Handwerker ihre Werkstätten im Dorf.
1919 gründete Ahrenswohlde mit Bokel, wo in der örtlichen Mühle Strom erzeugt wurde, die Elektrizitätsgenossenschaft Ahrenswohlde/Bokel. Der Anschluss an das überörtliche Stromnetz erfolgte 1924.
Das Kriegerdenkmal für die Gefallenen des Ersten Weltkrieges wurde 1921 erbaut.
1935 wurde die Freiwillige Feuerwehr gegründet. Ab 1937 bildete sie mit Bokel und Ahrensmoor einen Feuerlöschverband.
Durch Heimatvertriebene und Ausgebombte stieg die Einwohnerzahl 1945 auf 450 an (1939 waren es noch 305). Für die Heimatvertriebenen wurde ab 1950 eine Barackensiedlung errichtet. Nach 1960 wurden diese abgerissen. Das Land wurde als Bauland verkauft; die Neubausiedlung Appelweg entstand. Wenig später wurde auch der Ohfeldtweg als Neubaugebiet ausgewiesen.
Nach dem Zweiten Weltkrieg siedelten sich weitere Handwerksbetriebe an. 1951 wurden die ersten Straßenlaternen im Ort aufgestellt.
Die Feuerwehr erhielt 1956 ein Spritzenhaus mit Zisterne. Dort war auch ein Frisör untergebracht. Der Anschluss an die Trinkwasserversorgung erfolgte 1964.
Nach der Schließung der Dorfschule bezog 1974 ein Spielkreis das alte Schulgebäude.
Nachdem 1973 eine Friedhofskapelle gebaut worden war, erhielt die Feuerwehr 1976 nach Abriss des Luftschutzbunkers ein neues Feuerwehrhaus. Der Sportplatz am Ortsrand wurde in den 1980er Jahren angelegt.
1988 stürzte ein Flieger vom Typ RF-4E Phantom vom Aufklärungsgeschwader 52 der Bundeswehr bei Ahrenswohlde ab. Die Piloten haben sich mit einem Schleudersitz retten können.
1992 wurden Strom- und Gasleitungen geerdet, auch der Anschluss an die Kanalisation erfolgte. Fuß- und Radwege wurden angelegt.
1994 wurde der Dorfplatz neu gestaltet, der Windpark wurde 1995 ausgewiesen.

### Regionale Angehörigkeit
Im Mittelalter gehörte Ahrenswohlde zum Erzstift Bremen und nach dem Dreißigjährigen Krieg ab 1648 zum Herzogtum Bremen-Verden. Verwaltungstechnisch gehörte Ahrenswohlde zum Amt Buxtehude, später zum Amt Harsefeld.
In der Franzosenzeit gehörten Ahrenswohle, Ahlerstedt, Bokel und Ahrensmoor bis 1811 zur Mairie Ahlerstedt im Kanton Harsefeld im Königreich Westphalen. Von 1811 bis 1814 gehörten sie und die Orte Wiegersen, Bockhorst, Oersdorf, Klethen, Kohlenhausen, Ottendorf, Kutenholz, Bullenholz und Wedel zur Mairie Ahlerstedt im neu gegründeten Kanton Horneburg. Ab 1823, nach dem Wiener Kongress, waren die Dörfer Teil der Landdrostei Stade im Königreich Hannover.
Bei Inkrafttretung einer neuen Kreisordnung im Jahr 1885 wurde das Amt Harsefeld aufgelöst, Ahrenswohlde gehörte nun zum Kreis Stade, der 1932 in den jetzigen Landkreis Stade überging.

#### Eingemeindung
1955 wurden 5 Häuser und 30 ha Feldmark nach Ahrenswohlde eingemeindet.
Bis 1972 war Ahrenswohlde eine eigenständige Gemeinde mit eigenem Bürgermeister und Gemeinderat. Das Gemeindebüro befand sich im Bürgermeisterhaus. Nachdem die Einwohnerzahl stark angestiegen war, wurde eine Büroangestellte eingestellt und das Büro erhielt feste Dienstzeiten.
Im Zuge der Gemeindereform wurde Ahrenswohlde zum 1. Juli 1971 in die Gemeinde Ahlerstedt eingegliedert, 1972 dann in die Samtgemeinde Harsefeld, Bis dahin war Ahrenswohlde die südlichste Gemeinde des Kreises Stade.

### Bürgermeister
| Name                       | Amtszeit  |
| -------------------------- | --------- |
| Johann Hauschild sen.      | 1888–1918 |
| Joachim Alpers             | 1918–1933 |
| Hinrich Müller             | 1933–1945 |
| Johann Christian Hauschild | 1945–1957 |
| Hinrich Tipke              | 1957–1970 |

### Einwohnerentwicklung
| Jahr | Einwohner                |
| ---- | ------------------------ |
| 1524 | 4 Feuerstellen           |
| 1770 | 8 Feuerstellen           |
| 1777 | 9 Feuerstellen           |
| 1824 | 12 Feuerstellen          |
| 1848 | 145 Einwohner, 12 Häuser |
| 1910 | 259                      |
| 1939 | 305                      |
| 1945 | 450                      |
| 1960 | 434                      |
| 1972 | 444 Einwohner, 91 Häuser |
| 1999 | 446                      |
| 2021 | ca. 600                  |

## Religion
Der Ort gehörte zum Heilangau von Heeslingen, wo wahrscheinlich die erste Taufkirche der umliegenden Orte gegründet wurde.
Nach der Kirchgründung in Bargstedt gehörte Ahrenswohlde kirchlich zu dieser Kirche, danach zur jetzigen evangelisch-lutherischen Kirche Ahlerstedt, die damals noch Filialkirche von Bargstedt war.

## Kultur und Sehenswürdigkeiten

### Bauwerke

#### Kriegerdenkmal

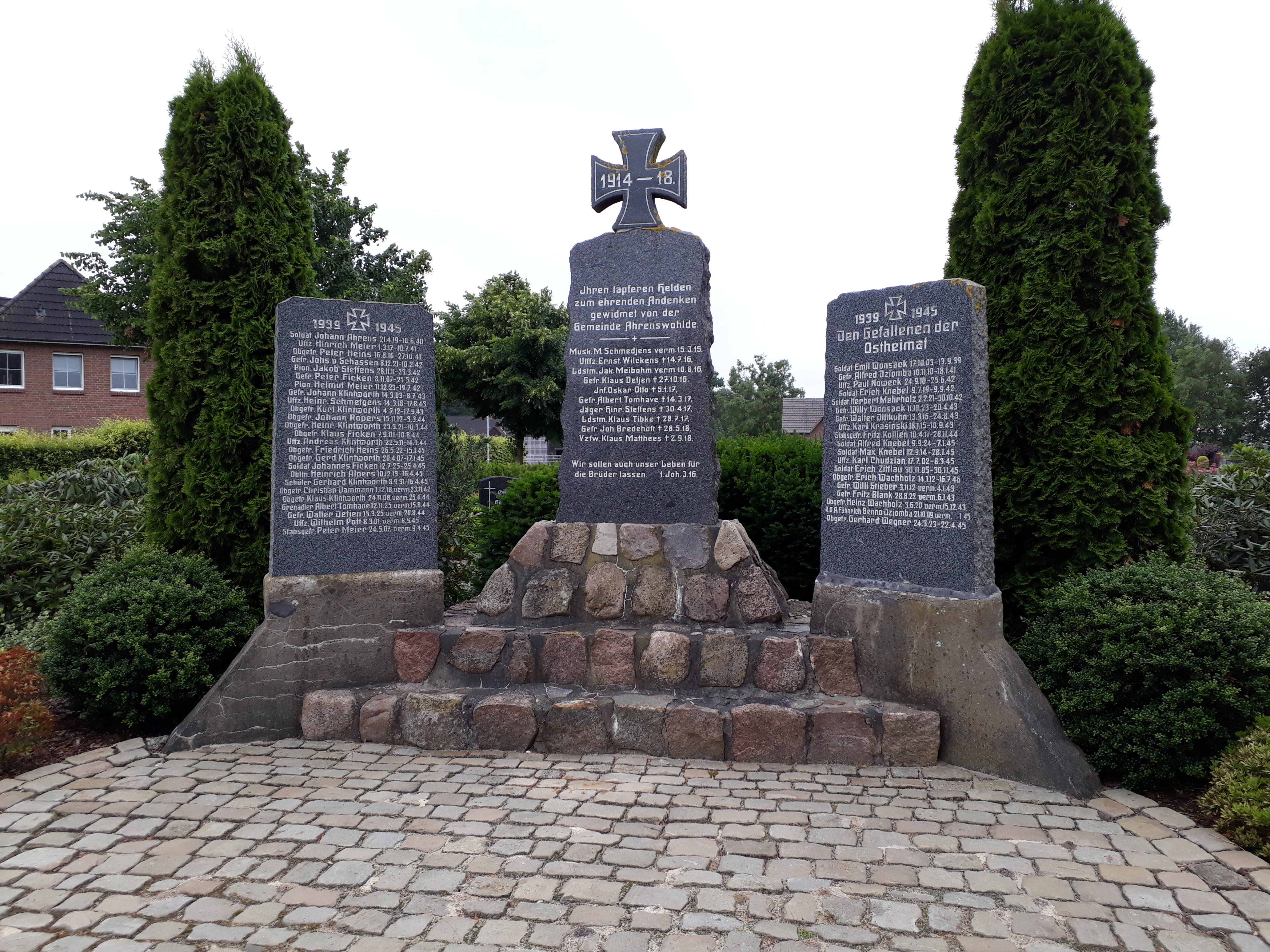
Kriegerdenkmal in Ahrenswohlde

Das Kriegerdenkmal wurde im Oktober 1921 errichtet; es ist den zehn Gefallenen des Ersten Weltkriegs gewidmet. 1954 wurden zwei weitere Steine aufgestellt, die der 44 Gefallenen im Zweiten Weltkrieg und der Gefallenen der Heimatvertriebenen gedenken.

#### Dorfgemeinschaftshaus
Das Dorfgemeinschaftshaus wurde in Eigenarbeit der Dorfgemeinschaft im Jahr 1980 am Feuerwehrhaus angebaut. Am 27. September 1980 wurde es geweiht. Die Materialkosten trug die Gemeinde. Die Kosten für Instandhaltung und Pflege werden von der Freiwilligen Feuerwehr organisiert. Genutzt wird das Dorfgemeinschaftshaus als Schulungsraum, Vereinsraum der Dorfgemeinschaft ASV, als Turnraum, als Übungsraum für den Chor, als Festraum und als Wahllokal. 1988 erfolgte ein Anbau. Nach Fertigstellung des angrenzenden Feuerwehrhaus-Neubaus in den Jahren 2021/2022 wurde die Halle des alten Feuerwehrhauses zu einem Multifunktionsraum für die Dorfgemeinschaft umfunktioniert.

### Vereinswesen

#### Freiwillige Feuerwehr
Am 17. Februar 1902 wurde in Ahrenswohlde mit 26 Mann eine Pflichtfeuerwehr gegründet. Sie verfügte über eine Handdruckspritze. Am 26. Mai 1935 wurde die Pflichtfeuerwehr zur Freiwilligen Feuerwehr (FF). Ab 1937 bildete sie mit den Feuerwehren in Ahrensmoor und Bokel einen Feuerlöschverband. Im Zweiten Weltkrieg wurden Zivilisten und Frauen notverpflichtet. 1956 wurde ein neues Feuerwehrhaus eingeweiht. 1962 erhielt die Feuerwehr ihr erstes Fahrzeug, ein TSF der Marke VW mit einem Schlauchwagen. Nachdem der Luftschutzbunker auf dem Dorfplatz 1976 abgerissen worden war, wurde dort ein neues Feuerwehrhaus erbaut, das 1977 einen Schlauchturm erhielt. 1985 konnte die FF Ahrenswohlde ihr 50-jähriges Bestehen feiern. 2000 zählte die Feuerwehr insgesamt 49 Mitglieder. In den Jahren 2021/2022 wurde nördlich des bestehenden Feuerwehrhauses ein neues und moderneres Feuerwehrhaus errichtet, welches den aktuellen technischen Standards entspricht und die heutigen Platzanforderungen erfüllt. So sind neben der Fahrzeug- und Gerätehalle ebenfalls ein Werkstattraum, ein Büro für den Ortsbrandmeister sowie geräumige Umkleide- und Sanitärräume für Männer und Frauen gebaut worden. Seit einigen Jahren sind unter den Mitgliedern der FF Ahrenswohlde Männer und Frauen zu finden. 
Die  Halle des bereits an das Dorfgemeinschaftshaus angebundenen alten Feuerwehrhauses wurde für die Dorfgemeinschaft zu einem Multifunktionsraum umgestaltet und kann durch den benachbarten Kindergarten, Seniorentreffs, die Feuerwehr selbst sowie durch die Bewohner des Dorfes flexibel genutzt werden. Im Dezember 2021 zählt die Ahrenswohlde Feuerwehr 45 aktive und 10 passive Mitglieder.
Sie ist neben ihren klassischen Tätigkeiten ebenfalls für die Organisation vom Erntefest, vom Osterfeuer und vom Feuerwehrfest zuständig.

#### Gemischter Chor "Abendfrieden"
1925 gegründeten einige Männer aus den Orten Ahrenswohlde, Klein Wangersen, Hohenhausen und Bokel unter Leitung des Lehrers Anton Alpers einen Männerchor, der aber kurze Zeit später zum gemischten Chor wurde. Sie gaben sich den Namen "Abendfrieden", und die Fahnenweihe fand 1935 statt. Geübt wurde einmal in der Woche abends in der Schule, heute im Dorfgemeinschaftshaus. Einmal im Jahr wurde das Sängerfest veranstaltet, das Ahrenswohlder Dorffest. Gefeiert wurde im Gasthaus Brunkhorst oder im Festzelt. Der Chor tritt zu Feiern, Gottesdiensten, anderen Sängerfesten und zum Erntefest auf.

#### ASV Ahrenswohlde
Die Dorfgemeinschaft Ahrenswohlde, kurz ASV, wurde 1972 gegründet. Sie organisiert das Eierschnorren, Wanderungen, Fußballspiele, Fahrten und Dorffeste. Der ASV baute 1985 mit hohem Eigenleistungsanteil am Ohfeldtweg einen Sportplatz, der vom SV Ahlerstedt/Ottendorf mehrmals in der Woche zum Training genutzt wird. Zum 50. Jubiläum des ASV veranstaltete die Dorfgemeinschaft im September 2022 ein feierliches Wochenende für alle Dorfbewohner und weiteren Interessierten, bei dem sich Jung und Alt begegneten.

#### Turngruppe
Die Frauenturngruppe besteht seit 1980.

## Wirtschaft und Infrastruktur

### Wirtschaft
Ursprünglich war Ahrenswohlde ein reines Bauerndorf mit wenigen Handwerkern. Die ersten Siedler rodeten Wald und legten Moore trocken. Man betrieb neben dem Anbau etwas Viehzucht, vor allem Schafe, die auf den Heideflächen um Ahrenswohlde weideten. Weiterer Erwerbszweig war der Torfstich. Ahrenswohlde war im 18. Jahrhundert das einzige Dorf im Amt Buxtehude, das Torfkohle herstellte.
Nach 1945 fand ein umfassender Strukturwandel statt: Kleinere Landwirte schlossen sich zu Arbeitsgemeinschaften zusammen. Immer mehr kleinere Betriebe wurden verkleinert, andere Betriebe kauften Land auf und vergrößerten sich. Große Betriebe spezialisierten sich z. B. auf Schweinemast, Milchviehwirtschaft oder Kartoffelanbau.
Die ersten Handwerker im Ort waren Häuslinge. Ab 1750 bestand im Dorf eine erste Gaststätte. Die Gastwirtschaft Brunckhorst bestand von 1815 bis Anfang der 2000er Jahre. 1998 öffnete eine weitere Kneipe.
Von 1816 bis 1872 bestand ein erster Krämer im Ort. Ab 1912 bestand ein Kaufmannsladen, in dem sich heute eine Bäckerei befindet. Nach 1900 wurden im Dorf immer mehr handwerkliche Betriebe gegründet. Die Dorfschmiede schloss 1974/75. Ende der 1990er Jahre bestand im Ort ein Sonderpostenmarkt.
Heute ist Ahrenswohlde immer noch durch die Landwirtschaft geprägt. Zudem gibt es mittelgroße handwerkliche Betriebe (Zimmerei, Tischlerei etc.). In der 1946 gegründeten Autowerkstatt, die später um eine Tankstelle mit Waschanlage ergänzt wurde, befindet sich heute ein Gebrauchtwagenhandel. Zudem existieren ein Bio-Laden und eine Bäckerei. Grundzentrum ist Ahlerstedt.

#### Windpark
Auf der Gemeinderatssitzung am 11. Mai 1995 wurde beschlossen, dass in Oersdorf und Ahrenswohlde Windparks errichtet werden sollen. Beide Anlagen liegen an der Kreisgrenze zum Landkreis Rotenburg (Wümme). Der Windpark Ahrenswohlde liegt am südlichsten Punkt des Landkreises Stade und grenzt im Süden an die Wohnster Feldmark. Nahe liegen die Waldgebiete Meßburen und Wohnster Wald. Geplant waren 25 Anlagern mit einer Leistung von jeweils 600 kW, gebaut wurden jedoch nur 20. Die Inbetriebnahme erfolgte am 28. November 1999, die Baukosten betrugen 22 Millionen Mark. Die Einweihung fand am 9. Juni 2000 statt. Jährlich werden hier über 21,5 Millionen Kilowattstunden Strom erzeugt. In den 2000er Jahren wurden weitere Windkraftanlagen errichtet.

### Infrastruktur

#### Verkehr
In Ahrenswohlde kreuzen sich in der Dorfmitte die Landesstraße 127, die über Apensen nach Buxtehude führt, und die Kreisstraße 54, die nach Ahlerstedt an die L 124 führt.
Der nächste Autobahnanschluss befindet sich im nahen Sittensen (Bundesautobahn 1).
Die nächsten Bahnhöfe befinden sich in Bargstedt und Harsefeld (Bahnstrecke Bremerhaven–Buxtehude).

#### Bildung
Bevor 1835 in Ahrenswohlde eine Nebenschule eingerichtet wurde, fand er Unterricht im Kirchspielort Ahlerstedt statt. Ein Kätner aus Ahlerstedt hielt den Unterricht; unterrichtet wurde im leerstehenden Hirtenhaus des früheren Gemeindehirten. Die dortigen Stallungen nutzte jetzt der Schulmeister.
1842/44 besuchten etwa 30–40 Kinder die Schule, die Stube im Hirtenhaus wurde zu klein. 1852 wurde in der Ortsmitte an der Straßenkreuzung ein Schulhaus gebaut. Das erste Schulhaus fiel einem Brand im Jahre 1887 zum Opfer. Bis zum Wiederaufbau 1888 fand der Unterricht in Bokel statt.
Die neue Schule war ein klassisches niedersächsisches Hallenhaus, jedoch mit fester Bedachung. Ab 1908 bildete Ahrenswohlde mit der Nachbargemeinde Bokel einen Schulverband, die Bokeler besuchten jedoch nach wie vor die Schule in Wangersen, sodass Ahrenswohlde Gastschulgeld an Wangersen zahlen musste. 1909 wurde das Schulhaus um 2,50 verlängert und der alte Fachwerkgiebel abgerissen. Aus Platzmangel wurde das Schulhaus 1928 gänzlich umgebaut: Es gab jetzt zwei Klassenräume und zwei Lehrerwohnungen. Die zweite Lehrerstelle wurde 1938 wegen mangelnder Schülerzahlen aufgehoben, nach dem Zweiten Weltkrieg jedoch wieder eingerichtet. Ab 1948 wurde die dritte Lehrerstelle eingerichtet. Von 1950 bis 1957 fanden erneut Renovierungsarbeiten stand, die Außenwände wurden durch massive Wände ersetzt, die Fachwerkgiebel ausgebaut, neue Fenster wurden eingesetzt und die Böden erneuert. Die Klassenräume erhielten Waschbecken und Wandschränke. Es wurden Badezimmer installiert.
Ab 1955 wurden auch Kinder aus Klein Wangersen in Ahrenswohlde eingeschult. Ein Anbau war geplant, wurde aber nicht durchgeführt, da in Ahlerstedt 1964 eine Mittelpunktschule eingerichtet wurde, da die Schüler das 9. Schuljahr ohnehin in Ahlerstedt belegten. Die Dörfer Ahlerstedt, Bokel, Wangersen, Klethen, Ottendorf und Oersdorf hatten dafür einen Zweckverband gegründet.
Nachdem zunächst nur die oberen Jahrgänge in Ahlerstedt unterrichtet wurden, verblieben in den Dorfschulen 1968 nur noch die Grundschüler.
Nach der Versetzung der letzten Lehrerin nach Celle besuchten die Ahrenswohlder die Schule in Ahrensmoor. Offiziell wurde die Schule in Ahrenswohlde am 1. August 1972 aufgelöst.
Heute besuchen die Ahrenswohlder Schüler die Grundschule in Ahlerstedt. Weiterführende und berufsbildende Schulen befinden sich in Ahlerstedt (Oberschule), Harsefeld (Gymnasium), Buxtehude (BBS Buxtehude) und Stade (BBS Stade).

#### Post
Früher erfolgte die Postzustellung von Harsefeld aus, bis 1889 in Ahlerstedt eine Postagentur eröffnet wurde, die auch die umliegenden Ortschaften bediente.
1930 eröffnete in Ahrenswohlde eine Posthilfstelle. Mit Postbussen wurde die Post von Harsefeld, später von Stade aus beliefert. Die Posthilfstellenverteiler waren nur für ihre Ortschaft zuständig. Nach der Auflösung der Posthilfstellen 1976 wurden die Posthilfstellenverteiler als Landzusteller übernommen.
Seit 1996 wird die Post von Harsefeld aus sortiert und geliefert. In Ahlerstedt unterhält die Post weiterhin eine Filiale.

#### Friedhof

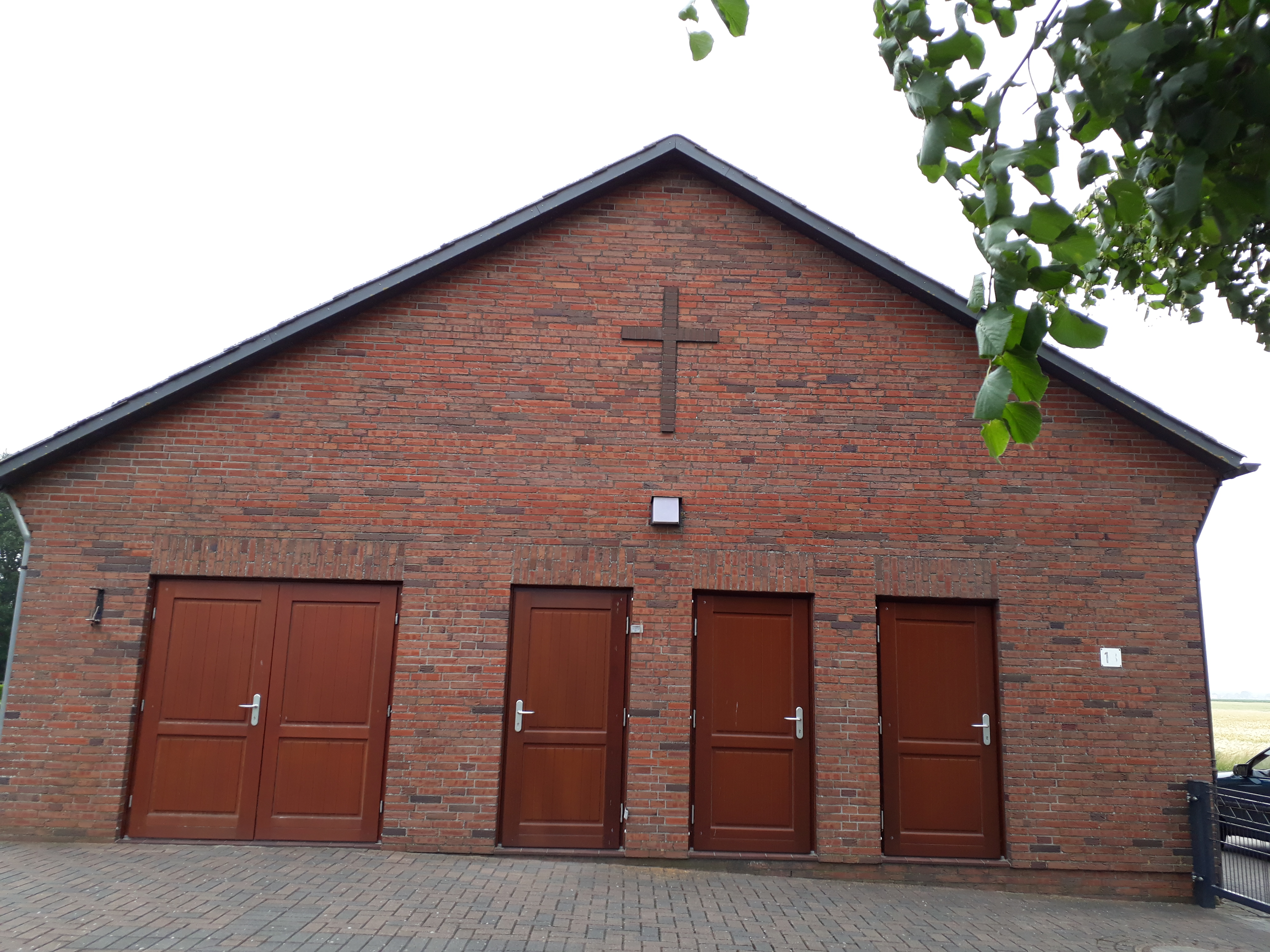
Friedhofskapelle

Der Friedhof wurde in den Jahren 1844 bis 1848 angelegt, jedoch ist bereits auf einer 1840 gezeichneten Karte ein Friedhof am Brümmerweg vermerkt. Zuvor fanden Beerdigungen auf dem Kirchhof in Ahlerstedt statt. Als sich die Gemeinden allerdings vergrößerten, wurden eigene Friedhöfe angelegt. 1952 wurde der Friedhof erweitert und 1973 die Kapelle erbaut. Früher fanden Trauerfeiern auf den Dielen der hiesigen Hallenhäusern statt. Die neueren Häuser hatten jedoch keine Dielen mehr, sodass die Kapelle nötig wurde.

## Persönlichkeiten
- Heinrich Kröger (1932–2025), Pastor und Autor, geboren und aufgewachsen in Ahrenswohlde
- Dorothea Rummelies (1924–2018), Lehrerin und Autorin, geboren und aufgewachsen in Ahrenswohlde

## Galerie

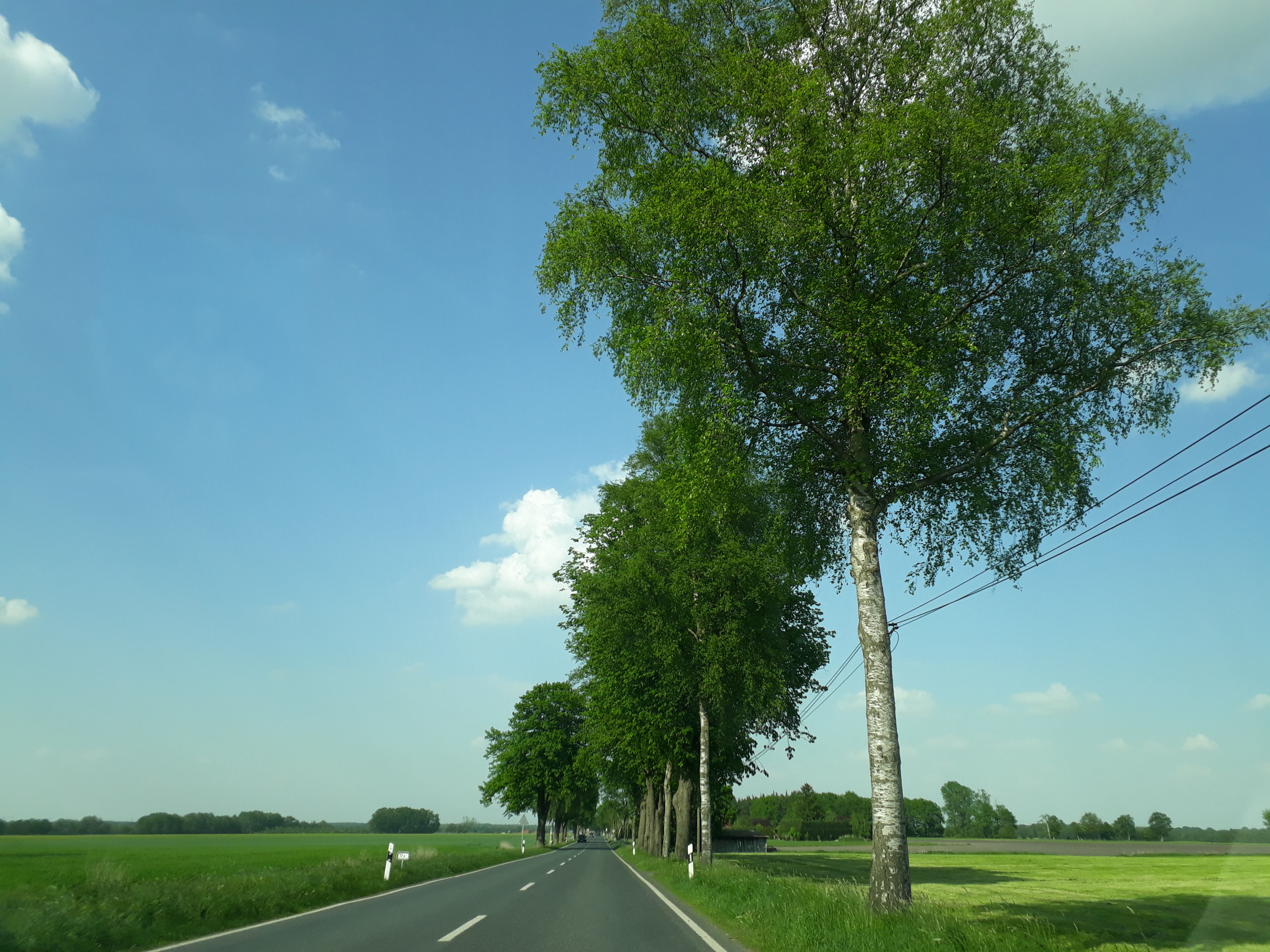
Kampshorn
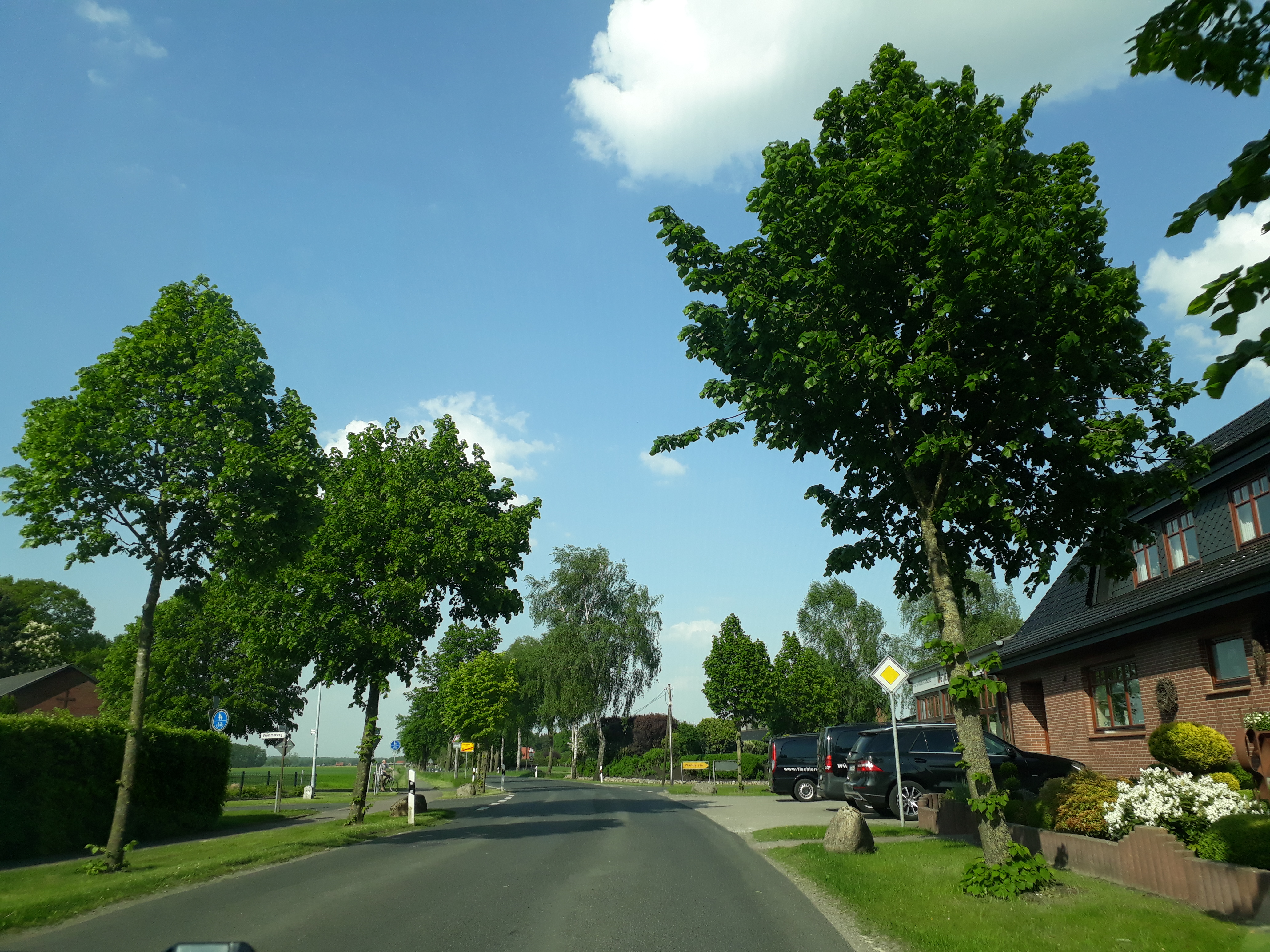
Ortsausgang Richtung Ahrensmoor
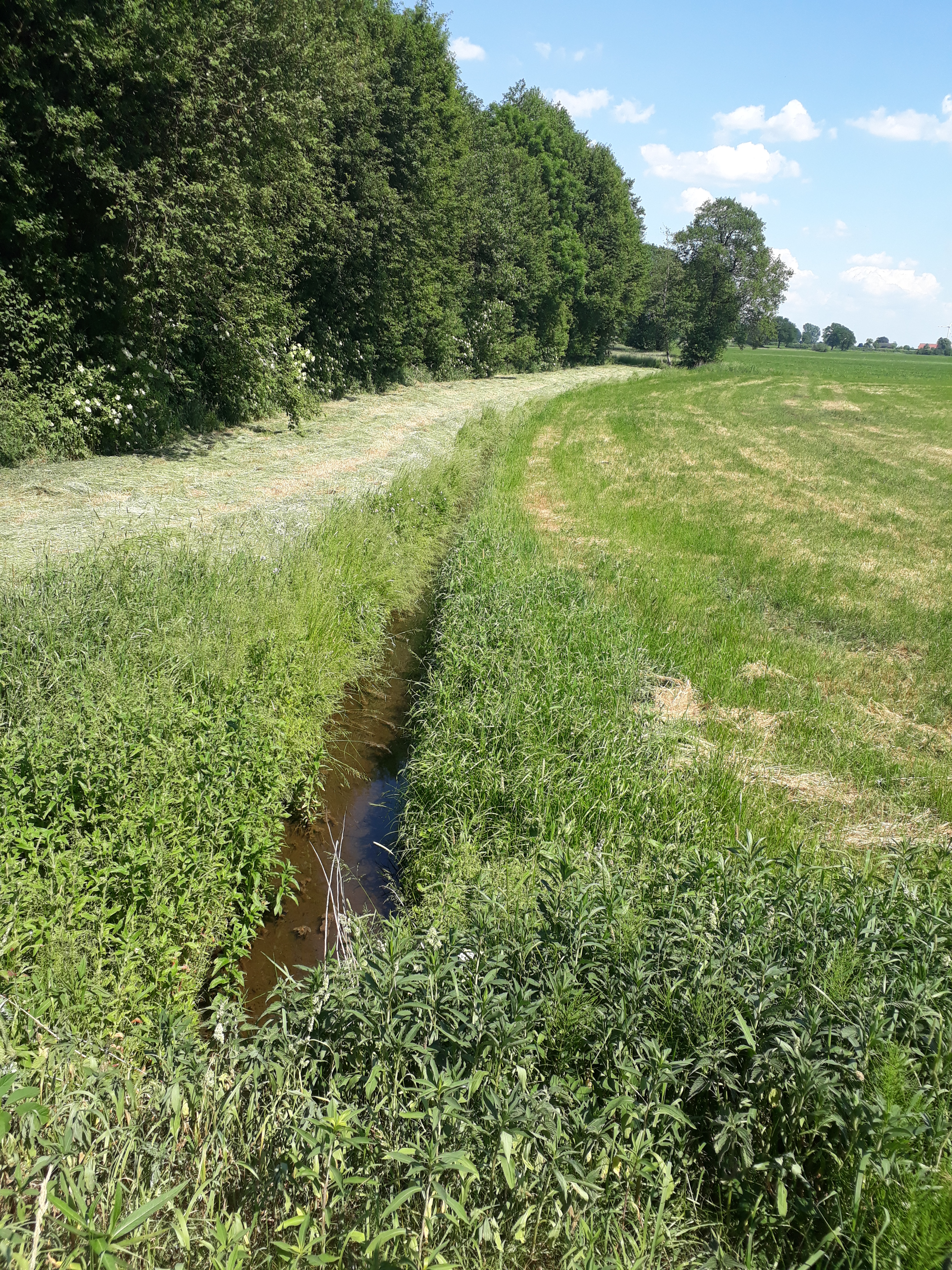
Aue, nahe Ahrenswohlde an der K 54